# Macchie (Castelsantangelo sul Nera)
Macchie è una località italiana delle Marche, frazione del comune di Castelsantangelo sul Nera.

## Geografia fisica
Il nome Macchie deriva dai boschi (macchie) che circondano il paese.
Macchie si trova in una zona montuosa all'interno del parco nazionale dei Monti Sibillini. Al di sotto del paese si stende la vallata di Vallinfante e nei pressi si trovano il Passo Cattivo, le Porche, il Colle La Croce, Punta di Valloprare, il Monte Prata, il Monte Cardosa ed il Monte Bove Sud. Il paese si trova anche alle pendici del Monte Cornaccione, monte però non visibile interamente dal paese.

## Luoghi d'interesse
A Macchie si trovano due chiese: la chiesa di Sant'Antonio e la Chiesa di San Giovanni. Circa cento metri sotto al paese vi è la Madonnella, ovvero una cappella dedicata alla Madonna, che è stata restaurata e consacrata nuovamente nell'agosto 2007. Posizionata lungo una montagna adiacente vi è la Cappella della Madonna della Forcella; questa cappella è stata interamente ricostruita nell'estate 2008 seguendo il perimetro originario: infatti la vecchia struttura era crollata da svariati decenni, a causa di un terremoto.

## Terremoto del Centro Italia
Macchie, così come molti altri centri abitati dell’Appennino Umbro-Marchigiano, è stato duramente colpito dalle scosse di terremoto del 2016-2017, dove il sisma non ha risparmiato quasi nulla, distruggendo la maggior parte degli edifici appartenenti al centro abitato.

## Galleria d'immagini

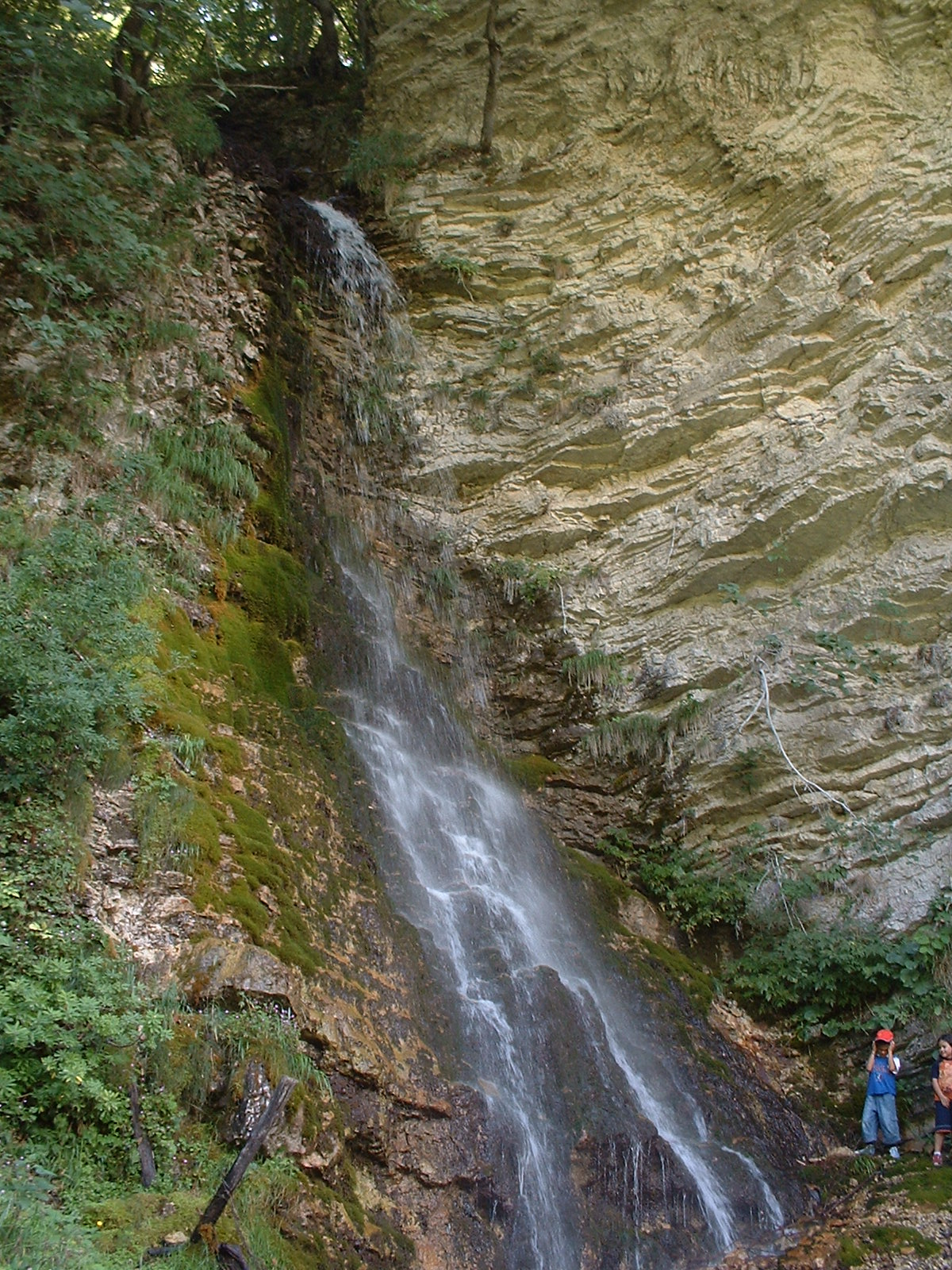
La cascata de Lu Pisciaturu è la destinazione di uno dei sentieri che partono da Macchie
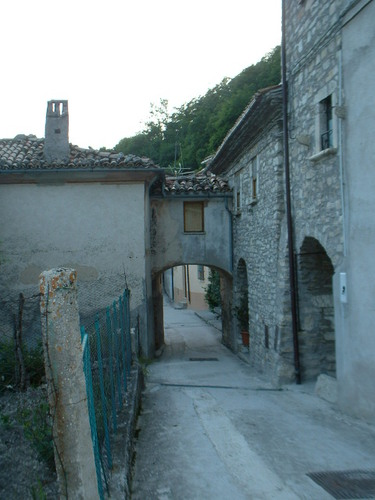
Scorcio del paese alla sera
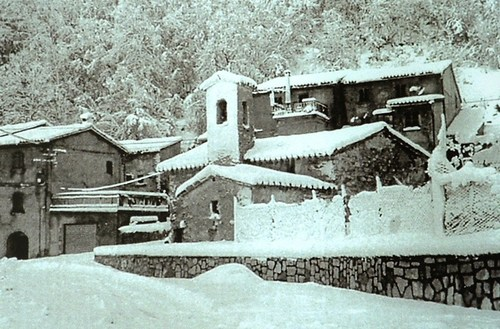
Foto della chiesa di sant'Antonio in bianco e nero degli anni settanta
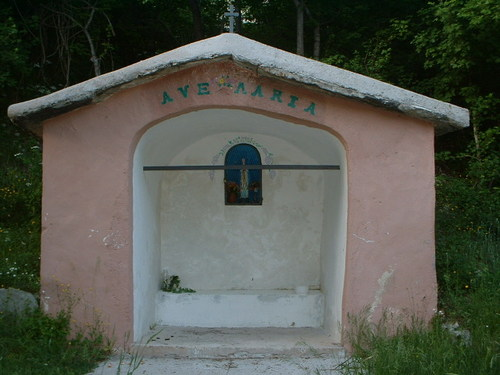
La Madonnella si trova lungo la vecchia strada per Vallinfante
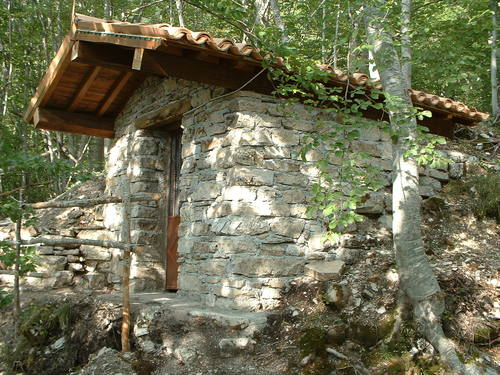
La Cappella della Madonna della Forcella è sita nel bosco, sul sentiero per le Pianelle
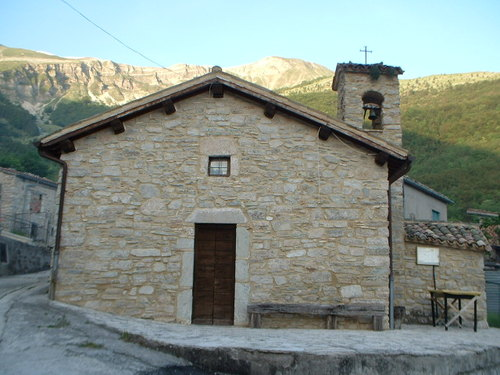
La Chiesa di Sant'Antonio è situata all'ingresso del paese
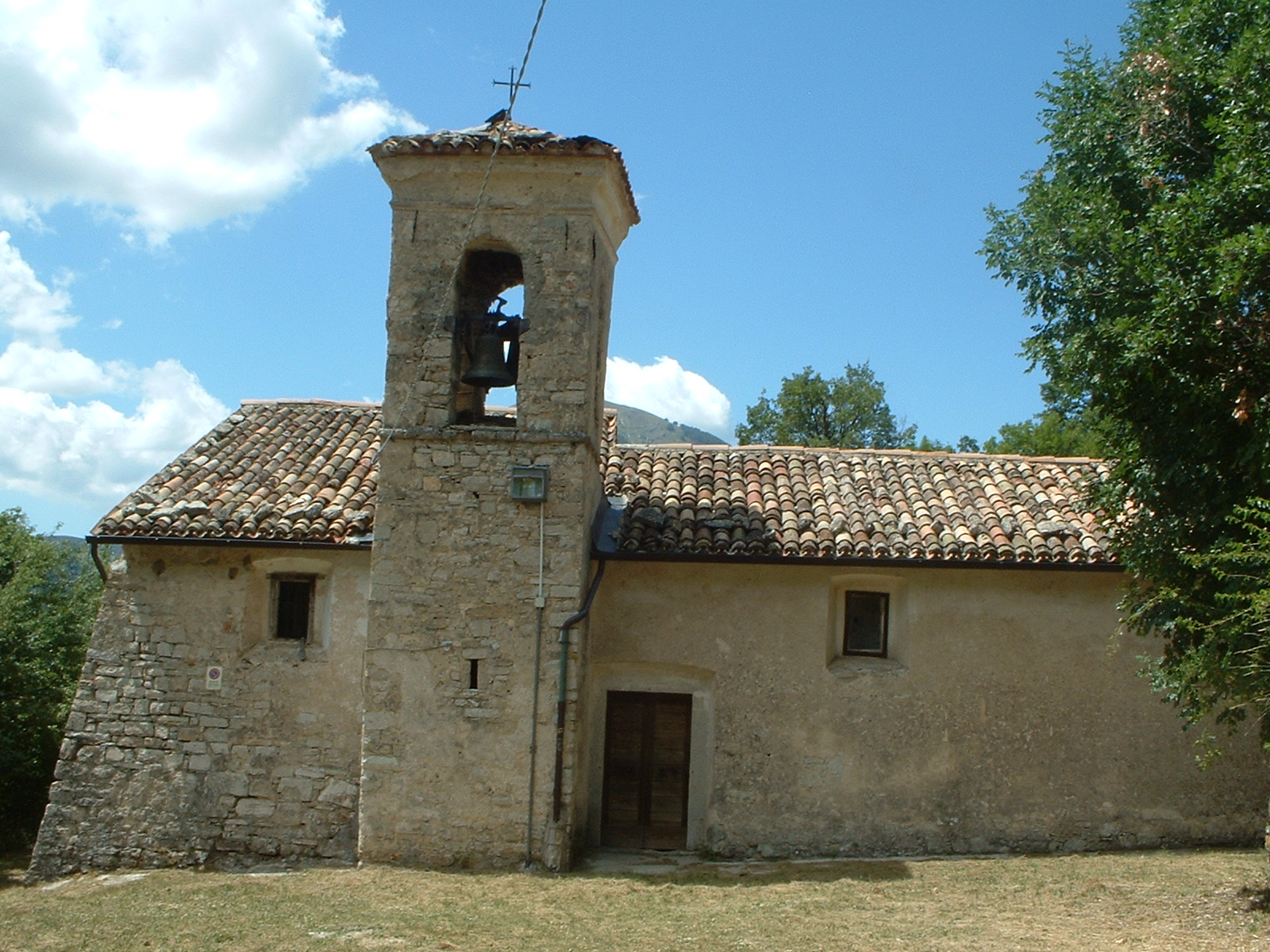
San Giovanni si trova al termine di Via San Giovanni, ovvero all'estremità di Macchie